# Márkó Imre
Márkó Imre (álnevei: Teleki Mózes, Vásárhelyi Imre; Olasztelek, 1939. november 1. – Sepsiszentgyörgy, 2011. december 19.) magyar novellista, színikritikus, fogorvos; Krizsovánszky Szidónia színésznő férje.

## Életútja, munkássága
Baróton érettségizett (1956), elvégezte a kolozsvári Protestáns Teológiát (1960), a marosvásárhelyi OGYI fogorvosi szakán szerzett diplomát (1970). Málnáson, Árapatakon végzett gyakorlat után 1973-tól Sepsiszentgyörgyön lett fogorvos. Első írását az Igazság (1961), novelláit, színházi jegyzeteit, hangulatképeit a Vörös Zászló, Új Élet, Utunk, Megyei Tükör, Hargita, Előre, Igaz Szó, A Hét közölte. Medvebocsok című novellájából Budapesten rádiójáték készült Jósfay György rendezésében (1972). Közéleti jegyzeteivel 1990 óta a Romániai Magyar Szó, az Erdélyi Napló és a Háromszék hasábjain jelentkezett.

## Kötetei
- Lágy morajlással; Trisedes Press, Sfîntu Gheorghe, 1997
- Mályvarózsa a kert sarkában. Szavak a gond nyomában; Charta, Sepsiszentgyörgy, 2001